# Halimah Nakaayi
Halima Nakaayi (née le 14 octobre 1994 à Mukono) est une athlète ougandaise, spécialiste du 800 m, championne du monde en 2019 à Doha. 

## Biographie
Elle est la porte-drapeau de l'Ouganda lors de la cérémonie de clôture des Jeux olympiques d'été de 2016 à Rio de Janeiro . Lors de ces Jeux, elle est éliminée dès les séries du 800 mètres.
Elle remporte la médaille d'argent du 800 mètres aux Jeux de la solidarité islamique de 2017 à Bakou.
Son année 2019 est marquée par une médaille d'or au 800 mètres féminin aux championnats du monde d'athlétisme 2019 et une médaille de bronze au 800 mètres aux Jeux africains de 2019 à Rabat.
En 2023, Halimah Nakaayi bat son record du 800 m datant de 2021, en terminant 2e du meeting de Chorzów en 1 min 57 s 78, derrière la Kenyane Mary Moraa. Elle progresse en réussissant 1 min 57 s 62 la semaine suivante à Londres. Aux championnats du monde de Budapest elle termine 8e de la finale.

## Palmarès
| Date | Compétition                     | Lieu     | Résultat | Épreuve | Temps         |
| ---- | ------------------------------- | -------- | -------- | ------- | ------------- |
| 2017 | Jeux de la solidarité islamique | Bakou    | 2e       | 800 m   | 2 min 01 s 60 |
| 2019 | Jeux africains                  | Rabat    | 3e       | 800 m   | 2 min 3 s 55  |
| 2019 | Championnats du monde           | Doha     | 1re      | 800 m   | 1 min 58 s 04 |
| 2022 | Championnats du monde en salle  | Belgrade | 3e       | 800 m   | 2 min 0 s 66  |
| 2023 | Championnats du monde           | Budapest | 8e       | 800 m   | 1 min 59 s 18 |
| 2024 | Championnats du monde en salle  | Glasgow  | 6e       | 800 m   | 2 min 5 s 53  |
| 2024 | Jeux africains                  | Accra    | 2e       | 800 m   | 1 min 58 s 59 |

## Records
| Épreuve | Temps         | Lieu    | Date            |
| ------- | ------------- | ------- | --------------- |
| 800 m   | 1 min 57 s 26 | Londres | 20 juillet 2024 |
| 1 500 m | 4 min 2 s 78  | Toruń   | 6 février 2024  |